# 杉谷善住坊
杉谷善住坊（すぎたに ぜんじゅぼう，？—1573年10月5日）是一位16世紀的日本和尚，擅长使用铁炮。据说他可以用枪射死高空飞行的鸟。出身甲賀五十三家杉谷家。
他於1570年5月6日织田信長与浅井、朝仓军金崎之戰逃往京都，返回岐阜城之際，埋伏在近江千草街道，在20多公尺(12~13間)的短距離連放兩槍狙擊織田信長未成功，隱藏在近江高島郡阿彌陀寺，1573年被投降信長的高島郡領主磯野員昌出賣逮捕後，被埋入土中以竹鋸直鋸頭顱至死(天主教傳入日本後新衍生出的一種酷刑)(路易斯·弗洛伊斯《フロイス日本史》)。磯野員昌則在五年後被信長沒收領地流放。

## 出身爭議
杉谷是鐵炮名手外，路易斯·弗洛伊斯《フロイス日本史》中記載杉谷為「僧侶」，但沒記載該姓名，而杉谷出身亦有許多記載及傳聞如下：
- 忍者，出身於甲賀五十三家杉谷家。
- 伊勢國菰野杉谷城城主。
- 被雜賀眾、根來眾或是別人賞金重聘的獵師。

關於杉谷狙擊織田信長的理由：
- 完成當時被織田信長打敗的六角氏請求。
- 個人對織田信長的怨恨。
- 以織田信長來證明自己有鐵炮名人的實力。

## 相关作品
- 信長を撃（はじ）いた男 - 実業之日本社、南原幹雄著
- 修道士の首 - 講談社文庫、井泽元彦著
- 黄金の日日 - NHK大河劇、原作：城山三郎（新潮社）、演：川谷拓三
- 千草峠の風 - 久慈光久著《鎧光赫赫》（Comic Beam）収録

游戏
- 于《Fate/Grand Order》中以3星Archer登场。声优为後藤邑子。[1]

## 相关软件
- 遠藤秀清 - 善住坊の4年前に要人狙撃を行い、成功させている。
- ゴルゴ13 - 第499話-第500話、杉谷善住坊の子孫が、親の仇を取るためにゴルゴ13に狙撃を依頼する話。